# 1218 Aster
1218 Aster је астероид главног астероидног појаса са средњом удаљеношћу од Сунца која износи 2,262 астрономских јединица (АЈ).
Апсолутна магнитуда астероида је 12,9 а геометријски албедо 0,061.